# 覃子豪
覃子豪（1912年1月12日—1963年10月10日），譜名天才，学名覃基。现代派诗人，诗歌评论家。

## 生平
1912年生於四川广汉縣。1932年到燕京就读于中法大学。1935年东渡日本入東京中央大學，回国后曾在浙江省永嘉县政府、國民政府軍事委員會政治部任职，在浙江、福建编辑过报纸副刊。
到臺灣後與紀弦、鐘鼎文、葛賢寧等人，借《自立晚報》的版面創辦《新詩周刊》，是國民政府遷台早期的重要詩刊。1950年代，紀弦創立《現代詩》季刊，成立「現代派」。在台灣現代詩論戰中，覃批評紀弦「橫的移植」與六大信條，提出「六原則」反駁。 覃遂与钟鼎文、余光中、邓禹平、夏菁等人发起“蓝星诗社”，主编《蓝星周刊》、《蓝星诗选》和《蓝星季刊》。1963年，死於膽道癌，葬於三峽龍泉墓園。死後，由友人出版《覃子豪全集》三大冊，除收錄已出版之作品外，也收錄未結集出版的作品。

## 特色
由他所創立的藍星詩社，與現代詩、創世紀並稱戰後台灣詩壇的「三大」。覃子豪主張詩應蘊蓄人生的意義，並能與讀者作心靈的共鳴，重視實質的表現及表現的完美，尋求詩的思想根源，在準確中求新的表現，而以自我創造的完成作為風格的表現。他有深厚的外文素養，在現代主義思潮中論述清晰，表現沉穩。他早期的詩作走抒情路線，移居臺灣後則轉向現代主義風格。

## 主要作品

### 詩集
- 《自由的旗》（1939年）
- 《永安劫後》（1945年）
- 《海洋诗抄》（1953年）
- 《向日葵》（1955年）
- 《画廊》（1962年）

### 評論集
- 《詩的解剖》（1958年）
- 《論現代詩》（1960年）
- 《詩的表現方法》（1967年）：死後出版

### 註腳
1. 1 2 3  白哲維. . 東海大學圖書館館訊: 38-69.   [2024-04-07]. （原始内容存档于2024-04-07）.
2. ↑  . 台灣文學網. 國立臺灣文學館.   [2024-04-07]. （原始内容存档于2024-04-07）.
3. 1 2  白哲維.  (PDF). 國立中興大學中國文學系. 2018.

### 文獻
- 劉正偉. . 玄奘大學中國語文學系. 2005.
- 夏小雨.  (PDF). 中國文學研究. 2015-07, (40): 379-418  [2024-04-07]. （原始内容存档 (PDF)于2024-04-07）.